# Pukalani
Pukalani és una concentració de població designada pel cens dels Estats Units a l'estat de Hawaii. Segons el cens del 2000 tenia 7.380 habitants.

## Demografia
Segons el cens del 2000, Pukalani tenia 7.380 habitants, 2.439 habitatges, i 1.905 famílies La densitat de població era de 645,22 habitants per km².
Dels 2.439 habitatges en un 40,6% hi vivien nens de menys de 18 anys, en un 59,4% hi vivien parelles casades, en un 12,8% dones solteres, i en un 21,9% no eren unitats familiars. En el 14,5% dels habitatges hi vivien persones soles el 3,9% de les quals corresponia a persones de 65 anys o més que vivien soles. El nombre mitjà de persones vivint en cada habitatge era de 3,03 i el nombre mitjà de persones que vivien en cada família era de 3,31.
Per edats la població es repartia de la següent manera: un 28,0% tenia menys de 18 anys, un 6,9% entre 18 i 24, un 29,8% entre 25 i 44, un 25,4% de 45 a 64 i un 9,9% 65 anys o més.
L'edat mediana era de 36,9 anys. Per cada 100 dones hi havia 98,12 homes. Per cada 100 dones de 18 o més anys hi havia 95,98 homes.
La renda mediana per habitatge era de 62.778 $ i la renda mediana per família de 65.087 $. Els homes tenien una renda mediana de 39.128 $ mentre que les dones 29.107 $. La renda per capita de la població era de 23.662 $. Aproximadament el 4,7% de les famílies i el 6,4% de la població estaven per davall del llindar de pobresa.

## Poblacions més properes
El següent diagrama mostra les poblacions més properes.